# Céramique Troïka
La céramique Troïka est une production potière apparue dans les années 1960 à St Ives (Cornouailles), au sud-ouest de l'Angleterre. Ces créations d'un groupe de potiers se sont très vite singularisées par un répertoire formel géométrique et des glaçures rugueuses aux accents celtiques.

## Historique
Le groupe Troïka a été créé en février 1963 par Leslie Illsley, Benny Sirota, et Jan Thompson, qui ont chacun investi 1 000 £ pour le rachat de la Poterie Wells au Wheal Dream, à St Ives.
Ils voulaient poursuivre leur approche d'une poterie essentiellement artistique, sans souçi de la fonction. Cette démarche allait à l'encontre de la plupart des céramistes de l'époque, et des enseignements de Bernard Leach qui résidait lui-même à St Ives. À ce titre, le groupe Troïka présentait une rupture majeure avec l'establishment.
Implantée initialement sur le front de mer à St Ives de 1963 à 1970, la poterie Troïka déménagea en 1970 à Newlyn, à l'extrême sud de la Cornouailles, jusqu'à sa fermeture en 1983.
Malgré l'hostilité des céramistes locaux, l'entreprise connut rapidement un fort succès médiatique et critique, s'appuyant à la fois sur les ventes du tourisme d'été et les contrats avec des grands magasins comme le Heal's de Londres.

## Caractères stylistiques
Parmi les trois fondateurs, seul Benny Sirota avait une expérience de la céramique. Leslie Illsley était sculpteur et Jan Thompson, architecte. Il se concentra sur la création des moules. Cette technique de production, analogue aux productions allemandes ou scandinaves de l'époque, permettait une fabrication en petites séries plus économique que les pièces uniques obtenues par tournage. Par ailleurs, la technique préexistait dans la poterie Wells qui produisait des carreaux et des plaques de propreté décorées pour les portes.

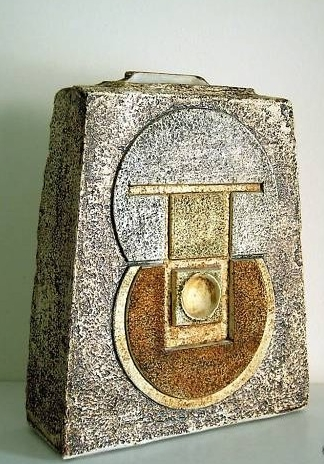
Vase troika.

Benny Sirota développa deux gammes de glaçures originales qui contribuèrent à la notoriété des céramique Troïka.
- Un premier style, aux textures rugueuses et aux coloris assourdis, appliqués sur des pièces aux formes et aux décors géométriques en relief. Les premières pièces, avec leurs tons empruntés aux paysages de Cornouailles, s'inspirent librement des créations scandinaves de Nils Thorsson, aux motifs gravés de bois et pierres antiques. Ces pièces sont aujourd'hui les plus répandues.
- Une seconde gamme aux glaçures lisses et brillantes, moins fréquente dans la production de Troïka, connut un accueil plus réservé de la part du public.

Dans les deux cas, les décors graphiques rappellent les œuvres de Paul Klee.
Malgré certains croisements de formes et de styles, chaque gamme eut un caractère distinct et connut un succès différent.

## Les créatrices et créateurs
- Simone Kilburn
- Alison Brigden (AB)
- Ann Jones
- Avril Bennet
- Ann Lewis
- Louise Jinks
- Pamela Nash
- Jane Fitzgerald
- Tina Doubleday
- Benny Sirota
- Linda Taylor
- Penny Black